# 论林彪反党集团的社会基础
《论林彪反党集团的社会基础》是姚文元1975年3月1日发表的文章。

## 历史
1975年中共中央下发的《毛主席关于理论问题的重要指示》中，毛泽东说：“列宁为什么说对资产阶级专政，要写文章。要告诉春桥、文元把列宁著作中好几处提到这个问题的找出来，印大字本送我。大家先读，然后写文章。要春桥写这类文章。这个问题不搞清楚，就会变修正主义。要使全国知道。”姚文元写的文章是《论林彪反党集团的社会基础》。张春桥写的文章是《论对资产阶级的全面专政》。经中共中央政治局讨论通过，毛泽东圈阅后，发表在《红旗》等报刊上。

## 内容
- 文章认为：“资产阶级法权的存在，则是产生新的资产阶级分子的重要的经济基础。”四人帮倒台后被称为“法权基础论”。
- 文章描述了资本主义复辟过程。